# Gerakónas
Gerakónas är en ort i Grekland.   Den ligger i prefekturen Nomós Kilkís och regionen Mellersta Makedonien, i den norra delen av landet, 300 km norr om huvudstaden Aten. Gerakónas ligger 259 meter över havet och antalet invånare är 350.
Terrängen runt Gerakónas är varierad. Runt Gerakónas är det ganska tätbefolkat, med 67 invånare per kvadratkilometer. Närmaste större samhälle är Giannitsá, 12,7 km söder om Gerakónas. Trakten runt Gerakónas består till största delen av jordbruksmark.